# 圣若阿纳 (阿威罗)
圣若阿纳是葡萄牙阿威罗区的一个堂区。总面积5.61平方公里，总人口7426人，人口密度1323.7人/平方公里。